# Nordische Badmintonmeisterschaft 1973
Die Nordische Badmintonmeisterschaft 1973 fand vom 17. bis zum 18. November 1973 in Helsinki statt. Es war die 12. Auflage dieser Veranstaltung.

## Sieger und Platzierte
| Disziplin    | Gold                          | Silber                     | Bronze                            |
| ------------ | ----------------------------- | -------------------------- | --------------------------------- |
| Herreneinzel | Svend Pri                     | Sture Johnsson             | Flemming Delfs                    |
| Herreneinzel | Svend Pri                     | Sture Johnsson             | Elo Hansen                        |
| Dameneinzel  | Lene Køppen                   | Eva Stuart                 | Lonny Bostofte                    |
| Dameneinzel  | Lene Køppen                   | Eva Stuart                 | Ulla Strand                       |
| Herrendoppel | Flemming Delfs Elo Hansen     | Svend Pri Poul Petersen    | Sture Johnsson Gert Perneklo      |
| Herrendoppel | Flemming Delfs Elo Hansen     | Svend Pri Poul Petersen    | Bengt Fröman Thomas Kihlström     |
| Damendoppel  | Pernille Kaagaard Ulla Strand | Lonny Bostofte Lene Køppen | Eva Stuart Anette Börjesson       |
| Damendoppel  | Pernille Kaagaard Ulla Strand | Lonny Bostofte Lene Køppen | Kari Histøl Elisabeth Sommerfeldt |
| Mixed        | Elo Hansen Ulla Strand        | Gert Perneklo Eva Stuart   | Poul Petersen Pernille Kaagaard   |
| Mixed        | Elo Hansen Ulla Strand        | Gert Perneklo Eva Stuart   | Willy Lund Britt-Marie Larsson    |

## Finalresultate
| Disziplin    | Sieger                        | Finalist                   | Ergebnis            |
| ------------ | ----------------------------- | -------------------------- | ------------------- |
| Herreneinzel | Svend Pri                     | Sture Johnsson             | 15–6, 15–8          |
| Dameneinzel  | Lene Køppen                   | Eva Stuart                 | 11–2, 11–3          |
| Herrendoppel | Flemming Delfs Elo Hansen     | Svend Pri Poul Petersen    | 16–18, 17–16, 15–10 |
| Damendoppel  | Pernille Kaagaard Ulla Strand | Lonny Bostofte Lene Køppen | 15–12, 15–10        |
| Mixed        | Elo Hansen Ulla Strand        | Gert Perneklo Eva Stuart   | 18–14, 15–9         |